# Ministeri de l'Interior de Letònia
El Ministeri de l'Interior de Letònia (en letó: Latvijas Republikas Iekšlietu ministrija) és el departament del govern de Letònia responsable de la creació i l'aplicació del reglament en qüestió d'assumptes interns, es va establir el 1918. Les seves tasques principals són desenvolupar, de forma conjunta amb el poder judicial, l'administració pública i les autoritats locals, per implementar una política comuna d'ordre públic, seguretat contra la delinqüència, la protecció dels drets personals i els interessos legítims de defensa, la frontera, la migració, la seguretat contra incendis, rescat i protecció civil. El ministeri està encapçalat pel polític nomenat Ministre de l'Interior. Des del 2011 és Rihards Kozlovskis.

## Institucions subordinades
- Policia de l'Estat
- Policia de Seguretat
- Guàrdia Nacional de Fronteres
- Bombers de l'Estat i Servei de Rescat
- Oficina de Ciutadania i Migració
- Agència de Seguretat Nacional
- Ministeri de Centre d'Informació Interior
- Ministeri de l'Interior, Salut i Esports
- Ministeri de l'Interior, Clínica VSIA[3]